# Björn Håkanson (sångtextförfattare)
Björn Håkanson (egentligen Håkansson), född 12 december 1944, död 4 februari 2022 i Gisslabo, Kalmar, var en svensk sångtextförfattare. 

## Biografi
Håkanson växte upp i Nya Zeeland och Nynäshamn och bodde som vuxen i Stockholm, Brighton, Paris och Småland.
På 1960-talet började Håkansson köpa upp förlagsrättigheter till ny och äldre musik och tillsammans med Kaj Lundén-Welden grundade han musikförlag och skivbolag. 
Håkanson skrev sångtexter åt popgruppen Secret Service, bland texten till deras hits "Oh Susie" och "Flash in the Night". Han skrev också svenska texter till Lalla Hansson, och även svenska texter till engelskspråkiga covers, bland annat till Magnum Bonums "Skateboard", samt till diverse dansband, bland annat Vikingarnas "Djingis Khan". 